# Leonie Körtzinger
Leonie Körtzinger (* 25. März 1997 in Kiel) ist eine deutsche Volleyball- und Beachvolleyballspielerin.

## Karriere

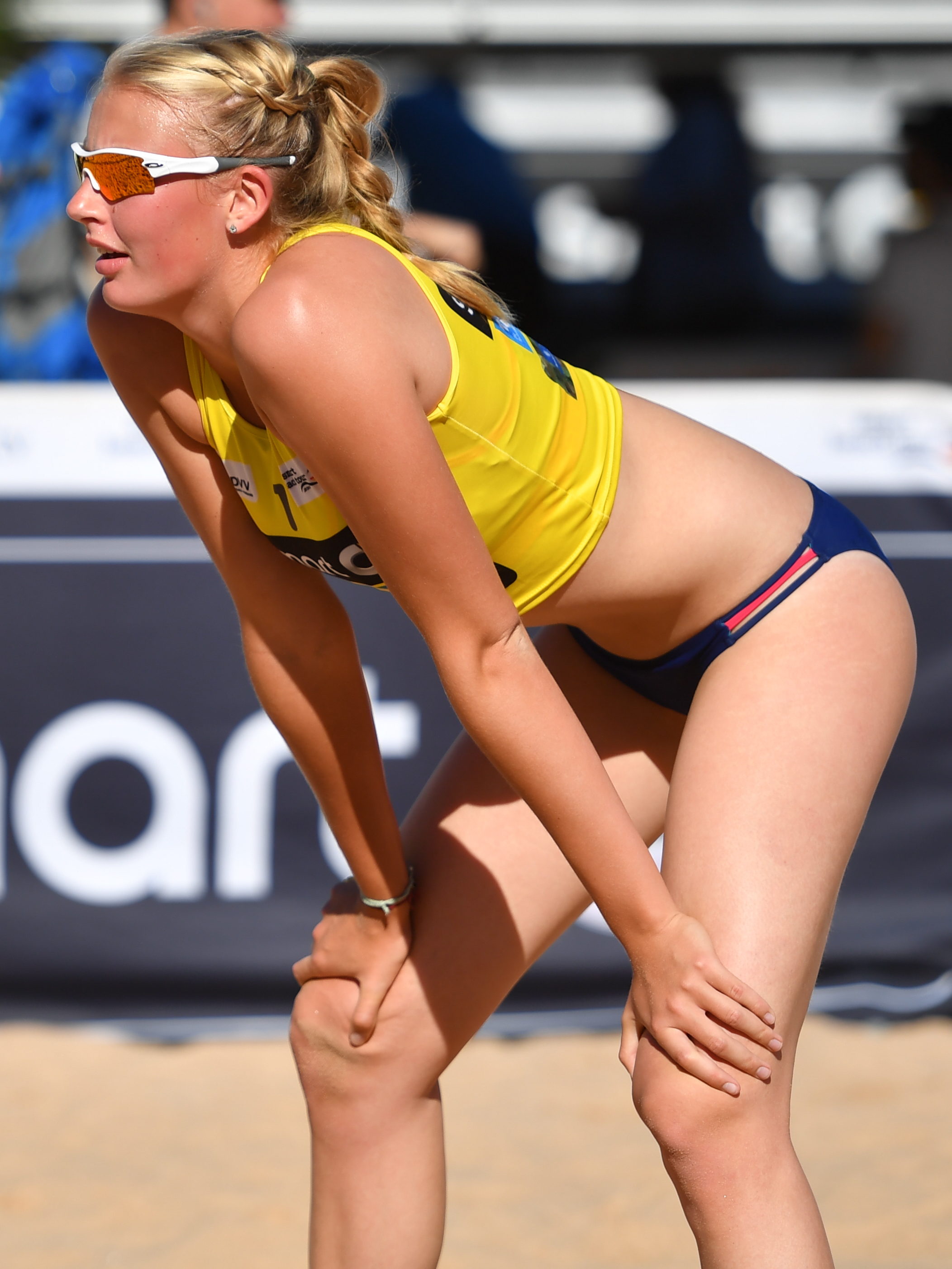
Smart Beach Tour 2017

Körtzinger spielte in ihrer Jugend Hallen-Volleyball bei der heimischen FT Adler Kiel. 2010 begann sie mit dem Beachvolleyball. Mit Levke Gramatke nahm sie 2012 an verschiedenen schleswig-holsteinischen und deutschen Jugendmeisterschaften teil. An der Seite von Janne Wurl spielte sie 2014 auf der schleswig-holsteinischen Unser Norden Tour. Mit Sophie Nestler wurde sie 2015 deutsche U19-Vizemeisterin und spielte 2016 auf der nationalen Smart Beach Tour. Mit Lena Ottens belegte sie 2016 bei der U20-DM und 2017 beim Smart Beach Cup in Duisburg jeweils den dritten Platz. An der Seite von Sandra Seyfferth spielte Körtzinger 2017 auf der Smart Beach Tour. Dabei erreichte sie Platz drei in Dresden und gewann in Sankt Peter-Ording. Körtzinger/Seyfferth wurden Vierte beim 1-Stern-Turnier der World Tour in Shepparton, Neunte beim 2-Sterne Turnier in Sydney sowie Neunte bei der deutschen Meisterschaft in Timmendorfer Strand. 2018 spielte Körtzinger mit Anika Krebs, Olympiasiegerin Kira Walkenhorst und der amtierenden deutschen Meisterin Julia Sude, mit der sie bei der deutschen Meisterschaft den vierten Platz erreichte.
Seit 2019 spielte Körtzinger mit Sarah Schneider. Neben vielen nationalen und internationalen Turnieren spielten die beiden auch die Beachvolleyball-Weltmeisterschaft 2019 in Hamburg, bei der sie einen 17. Platz erreichten. Bei der deutschen Meisterschaft belegten sie Platz neun. Seit 2020 waren sie offizielles Perspektivteam Beachvolleyball des Deutschen Volleyball-Verbands. Im Juni/Juli 2020 nahmen Körtzinger/Schneider an der Beach-Liga teil und erreichten den dritten Platz. Bei der deutschen Meisterschaft erreichten sie erneut den neunten Platz. Wegen sowohl national als auch international nur durchschnittlicher Ergebnisse fehlte den beiden die Perspektive, sodass sie sich im Juni 2021 trennten. Mit Anna-Lena Grüne gewann Körtzinger anschließend in Stuttgart den Qualifier für Timmendorfer Strand. Bei der deutschen Meisterschaft im September trat sie zusammen mit Laura Ludwig an und wurde Fünfte.
Von 2022 bis 2023 spielte Körtzinger an der Seite von Lea Sophie Kunst. Bestes Ergebnis bei der German Beach Tour 2022 war ein dritter Platz in München. Bei der deutschen Meisterschaft erreichten sie den neunten Platz. Auf der World Beach Pro Tour gab es für die beiden mit Platz neun und Platz fünf bei den Challenge-Turnieren in Dubai vordere Platzierungen.
Im Jahr 2023 gewannen Körtzinger/Kunst beide Stopps der German Beach Tour in Düsseldorf und wurden Zweite in Berlin. Bei der Europameisterschaft in Wien erreichten sie die K.-o.-Runde, in der sie gegen Laura Ludwig und Louisa Lippmann ausschieden. Bei der deutschen Meisterschaft erreichten Körtzinger/Kunst Platz vier. Nach einer kleinen Operation Anfang 2024 machte Körtzinger eine Beachpause.
Seit August 2024 spielt sie wieder Hallenvolleyball beim ETV Hamburg in der 2. Bundesliga Pro und stieg 2025 in die 1. Bundesliga auf.

## Berufliches
Leonie Körtzinger lebt seit 2015 in Hamburg. Sie studierte von 2016 bis 2019 Psychologie an der Universität Hamburg und führte seit 2019 ihr Studium an der Fernuniversität in Hagen fort. Sie war zudem seit November 2017 Sportsoldatin der Bundeswehr.